# Pung
For den anatomiske betydning af pung - se skrotum
En pung er en flad taskelignende beholder og en del har lukkeanordninger. Pungen kan indeholde flere lommer og flapper.  En pung anvendes bl.a. til opbevare penge, kreditkort, visitkort og betalingskort. En pung bliver stort set lavet i alle mulige former for bløde materialer incl. skind og læder.
I stedet for en pung bærer de fleste i dag en tegnebog, der er en sammenfoldelig pung, som typisk giver bedre overblik over indholdet. I nogle tegnebøger er der også plads til et skriveredskab (fx kuglepen eller blyant). Dette var især interessant da man anvendte checkhæfter.
Punge og tegnebøger har de seneste årtier mistet mere og mere terræn til apps i smartphones. Det skyldes på den ene side en øget tendens til at bruge elektroniske betalingsmidler (Dankort m.m.) og på den anden side, at der bliver mindre og mindre brug for at opbevare mønter omhyggeligt. En del tegnebøger har fået plads til en smartphone.

## Pengepung
En pengepung (historisk navn fra fransk; portemonnæ) er en lille form for taske, der bruges til at opbevare penge, i form af mønter eller sedler.
Pengepungen laves typisk lavet af læder eller et lignende blødt materiale.
Kaffeerstatningsfabrikken Rich's anvendte en overgang dette slogan: De skaaner Hjerte og Portemoniks ved altid at blande med Richs.
Pengepunge blev skabt, da penge var lig med mønter. Det var afgørende, at man kunne opbevare sine penge sikkert og forsvarligt, og derfor var pungene altid udstyret med lukkeanordninger.